# Tjenestepiger
Tjenestepiger er en film instrueret af Ulla Boje Rasmussen og Mette Knudsen efter manuskript af Ulla Boje Rasmussen og Mette Knudsen.

## Handling
I hjemmet fandtes der tidligere to slags arbejdskraft: Den ulønnede (husmødre og deres døtre) og den lønnede (tjenestepigen). I et kaleidoskopisk forløb fulgt af gamle film, fortællinger, skillingsviser, sang- og dansenumre skildrer filmen tjenestepigernes liv og levned fra århundredskiftet til efterkrigsårene.
Der bruges klip fra blandt andre spillefilmen Mille, Marie og mig (Emanuel Gregers, 1937) med Marguerite Viby.